# Piperataria
Piperataria a fost un tip de horreum din epoca romană folosit pentru depozitarea și probabil vânzarea piperului.